# Libro

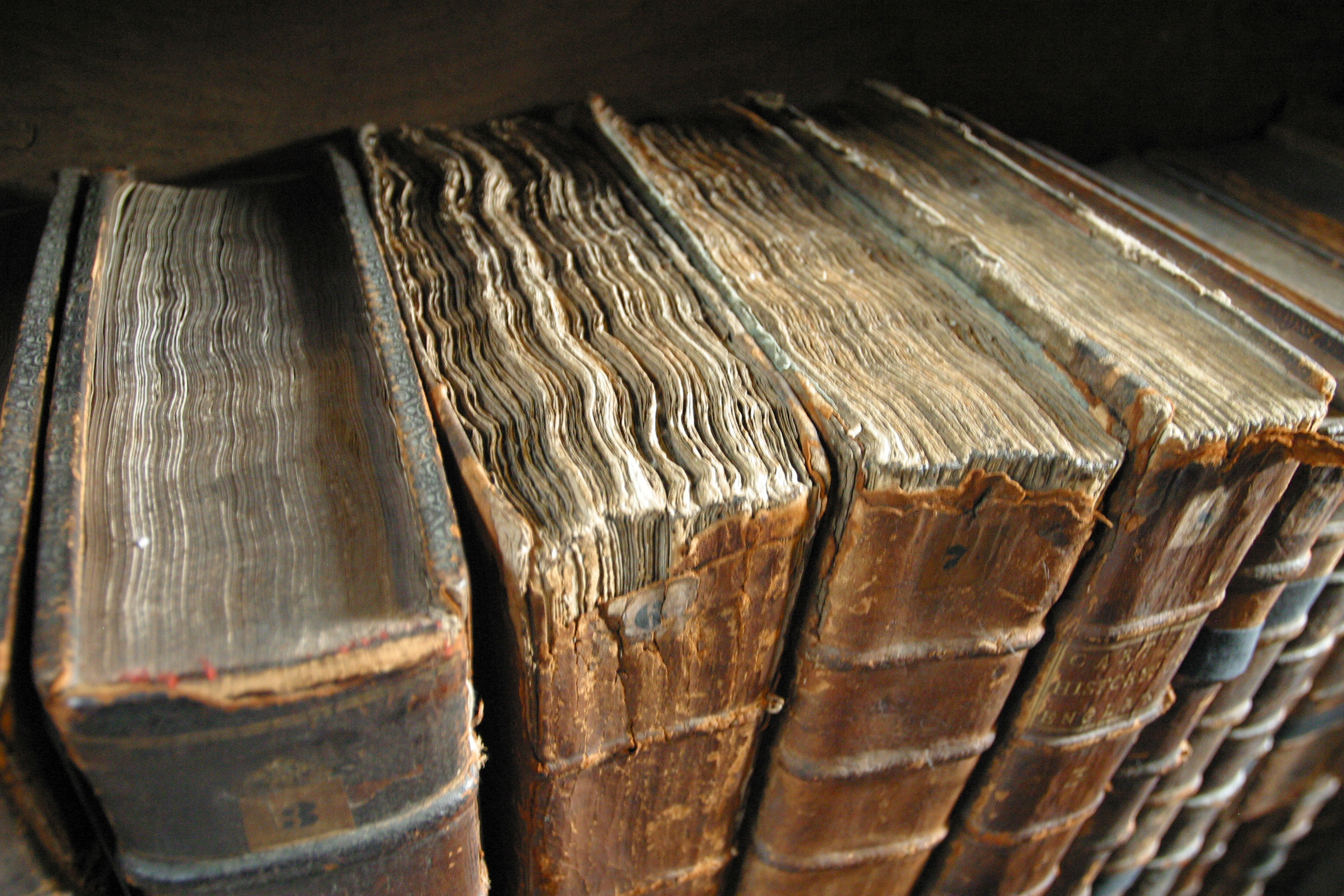
Antichi libri rilegati ed usurati nella biblioteca del Merton College a Oxford.

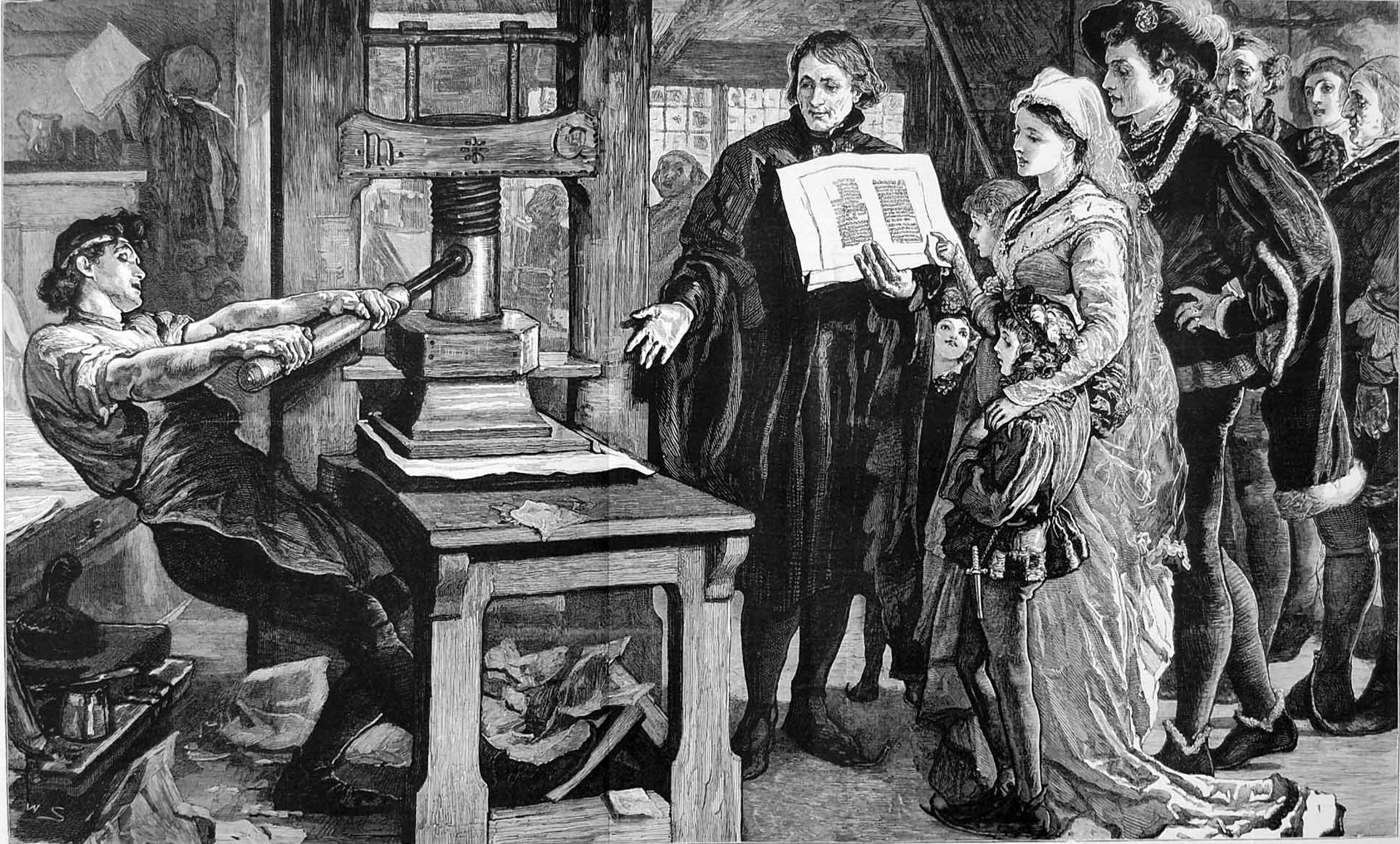
William Caxton mostra la sua produzione a re Edoardo IV e alla regina consorte.

Un libro è un insieme di fogli, stampati oppure manoscritti, delle stesse dimensioni, rilegati insieme in un certo ordine e racchiusi da una copertina.
Il libro è il veicolo più diffuso del sapere. L'insieme delle opere stampate, inclusi i libri, è detto letteratura. I libri sono pertanto opere letterarie. Nella biblioteconomia e scienza dell'informazione un libro è detto monografia, per distinguerlo dai periodici come riviste, bollettini o giornali.
Un negozio che vende libri è detto libreria, termine che in italiano indica anche il mobile usato per conservare i libri. La biblioteca è il luogo usato per conservare e consultare i libri. Google ha stimato che al 2010 sono stati stampati approssimativamente 130 milioni di titoli diversi. Con la diffusione delle tecnologie digitali e di Internet, ai libri stampati si è affiancato l'uso dei libri elettronici, o e-book.

## Etimologia del termine
La parola italiana libro deriva dal latino liber. Il vocabolo originariamente significava anche "corteccia", ma visto che era un materiale usato per scrivere testi (in libro scribuntur litterae, Plauto), in seguito per estensione la parola ha assunto il significato di "opera letteraria". Un'evoluzione identica ha subìto la parola greca βιβλίον (biblìon): si veda l'etimologia del termine biblioteca.
In inglese, la parola "book" proviene dall'antico inglese "bōc" che a sua volta si origina dalla radice germanica "*bōk-", parola imparentata con "beech" (faggio). Similmente, nelle lingue slave (per es., russo, bulgaro) "буква" (bukva—"lettera") è imparentata con "beech". In russo ed in serbo, altra lingua slava, le parole "букварь" (bukvar') e "буквар" (bukvar), si riferiscono rispettivamente ai libri di testo scolastici che assistono gli alunni di scuola elementare nell'apprendimento delle tecniche di lettura e scrittura. Se ne deduce che le prime scritture delle lingue indoeuropee possano esser state intagliate su legno di faggio. In maniera analoga, la parola latina codex/codice, col significato di libro nel senso moderno (rilegato e con pagine separate), originalmente significava "blocco di legno".

## Storia

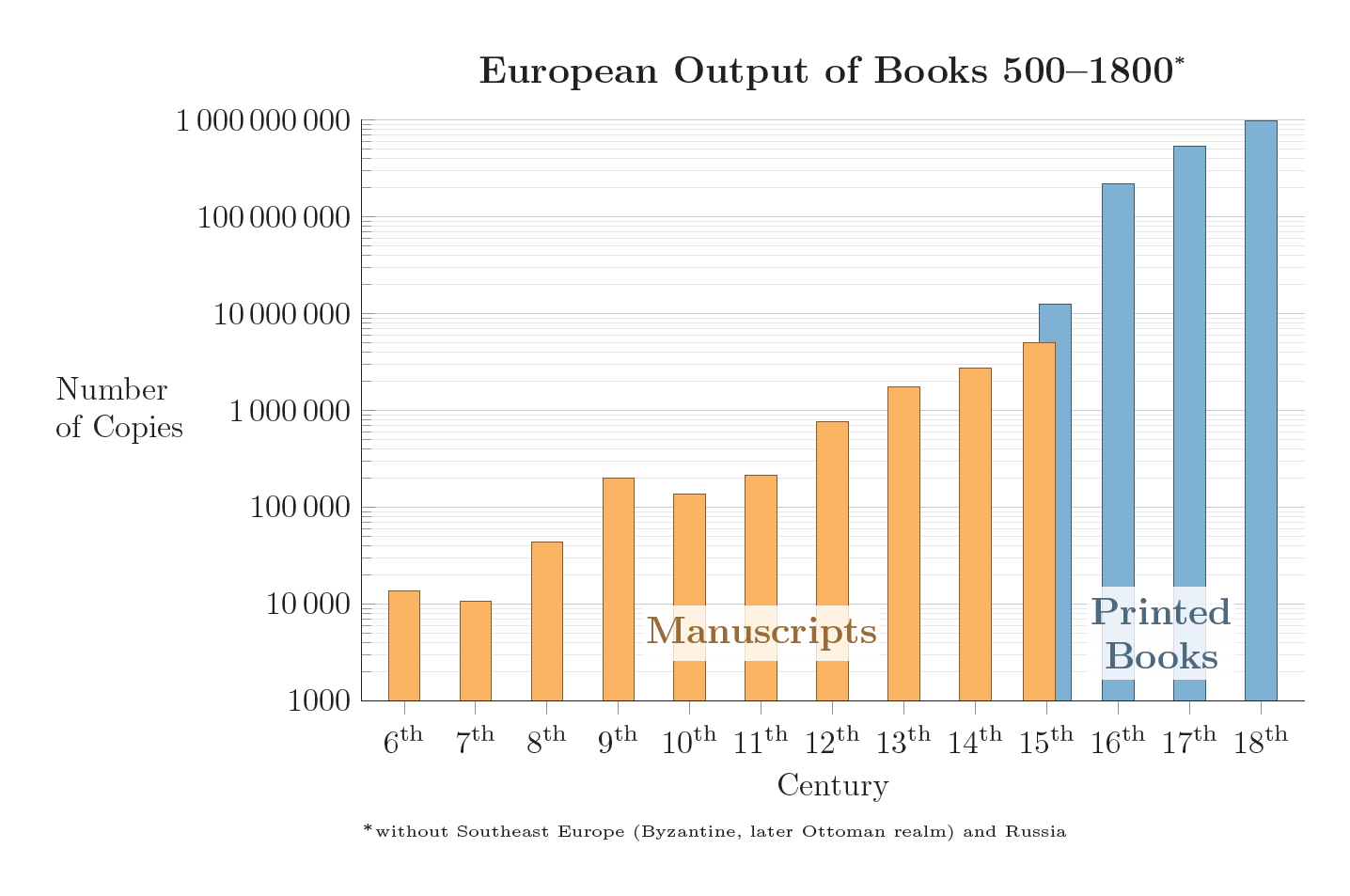
Livelli di produzione libraria europea dal 500 al 1800. L'evento chiave fu l'invenzione della stampa a caratteri mobili di Gutenberg nel XV secolo.

La storia del libro segue una serie di innovazioni tecnologiche che hanno migliorato la qualità di conservazione del testo e l'accesso alle informazioni, la portabilità e il costo di produzione. Essa è strettamente legata alle contingenze economiche e politiche nella storia delle idee e delle religioni.
Dall'invenzione nel 1455 della stampa a caratteri mobili di Gutenberg, per più di quattro secoli l'unico vero medium di massa è stata la «parola stampata».
La scrittura è la condizione per l'esistenza del testo e del libro. La scrittura, un sistema di segni durevoli che permette di trasmettere e conservare le informazioni, ha cominciato a svilupparsi tra il VII e il IV millennio a.C. in forma di simboli mnemonici diventati poi un sistema di ideogrammi o pittogrammi attraverso la semplificazione. Le più antiche forme di scrittura conosciute erano quindi principalmente logografiche. In seguito è emersa la scrittura sillabica e alfabetica (o segmentale).

### Antichità
Quando i sistemi di scrittura vennero inventati, furono utilizzati quei materiali che permettevano la registrazione di informazioni sotto forma scritta: pietra, argilla, corteccia d'albero, lamiere di metallo. Lo studio di queste iscrizioni è conosciuto come epigrafia. La scrittura alfabetica emerse in Egitto circa 5 000 anni fa. Gli antichi Egizi erano soliti scrivere sul papiro, una pianta coltivata lungo il fiume Nilo. Inizialmente i termini non erano separati l'uno dall'altro (scriptura continua) e non c'era punteggiatura. I testi venivano scritti da destra a sinistra, da sinistra a destra, e anche in modo che le linee alternate si leggessero in direzioni opposte. Il termine tecnico per questo tipo di scrittura, con un andamento che ricorda quello dei solchi tracciati dall'aratro in un campo, è "bustrofedica".

#### Tavolette
Una tavoletta può esser definita come un mezzo fisicamente robusto adatto al trasporto e alla scrittura.
Le tavolette di argilla furono ciò che il nome implica: pezzi di argilla secca appiattiti e facili da trasportare, con iscrizioni fatte per mezzo di uno stilo possibilmente inumidito per consentire impronte scritte. Furono infatti usate come mezzo di scrittura, specialmente per il cuneiforme, durante tutta l'Età del Bronzo e fino alla metà dell'Età del Ferro.
Le tavolette di cera erano assicelle di legno ricoperte da uno strato abbastanza spesso di cera che veniva incisa da uno stilo. Servivano da materiale normale di scrittura nelle scuole, in contabilità, e per prendere appunti. Avevano il vantaggio di essere riutilizzabili: la cera poteva essere fusa e riformare una "pagina bianca". L'usanza di legare insieme diverse tavolette di cera (romano pugillares) è un possibile precursore dei libri moderni (cioè il codex, codice). L'etimologia della parola codex (blocco di legno) fa presupporre che potesse derivare dallo sviluppo delle tavolette di cera.

#### Rotolo

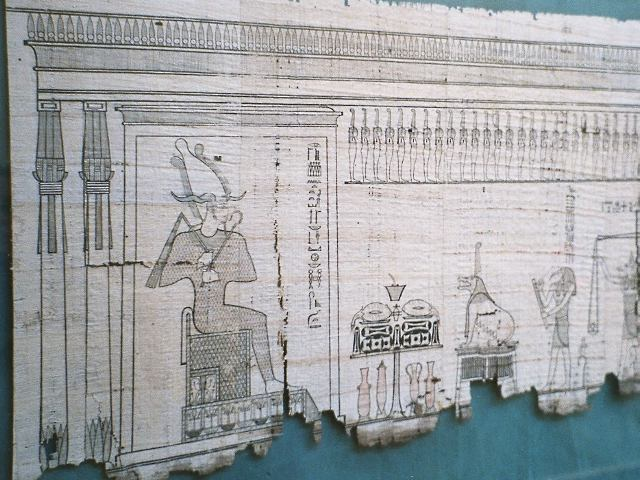
Papiro egiziano che illustra il dio Osiride e la pesa del cuore.

Il papiro, fatto di materiale spesso simile alla carta che si ottiene tessendo insieme gli steli della pianta di papiro, poi battendolo con un attrezzo simile al martello, veniva utilizzato in Egitto per scrivere, forse già durante la Prima dinastia, anche se la prima prova proviene dai libri contabili del re Neferirkara Kakai della V dinastia egizia (circa 2400 a.C.). I fogli di papiro venivano incollati insieme a formare un rotolo (scrollo). Erano utilizzate anche le cortecce di albero, come per esempio quelle della Tilia, e altri materiali consimili.
Secondo Erodoto (Storie 5:58), i Fenici portarono in Grecia la scrittura ed il papiro verso il X secolo o il IX secolo a.C. La parola greca per papiro come materiale di scrittura (biblion) e libro (biblos) proviene dal porto fenicio di Biblo, da dove si esportava il papiro verso la Grecia. Dal greco deriva anche la parola tomo (τόμος), che in origine significava una fetta o un pezzo, e gradualmente cominciò a indicare "un rotolo di papiro". Tomus fu usato dai latini con lo stesso significato di volumen (vedi sotto anche la spiegazione di Isidoro di Siviglia).
Che fossero fatti di papiro, pergamena o carta, i rotoli furono la forma libraria dominante della cultura ellenistica, romana, cinese ed ebraica. Il formato di codex si stabilì nel mondo romano nella tarda antichità, ma il rotolo persistette molto più a lungo in Asia.

#### Codex
Nel VI secolo, Isidoro di Siviglia spiegò l'allora corrente relazione tra codex, libro e rotolo nella sua opera Etymologiaeː "Un codice si compone di numerosi libri, mentre un libro consta di un unico volume. Il nome codice è stato dato metaforicamente, con riferimento ai codices ossia ai tronchi, degli alberi o delle viti, quasi a dire caudex, che significa appunto tronco, per il fatto di contenere gran numero di libri, che ne costituiscono, per così dire, i rami...". L'uso moderno differisce da questa spiegazione.
Un codice (in uso moderno) è il primo deposito di informazioni che la gente riconosce come "libro": fogli di dimensioni uniformi legati in qualche modo lungo uno dei bordi, e in genere tenuti tra due copertine realizzate in un materiale più robusto. La prima menzione scritta del codice come forma di libro è fatta da Marziale (vedi sotto), nel suo Apophoreta CLXXXIV alla fine del suo secolo, dove ne loda la compattezza. Tuttavia, il codice non si guadagnò mai molta popolarità nel mondo pagano ellenistico, e soltanto all'interno della comunità cristiana ottenne grande diffusione. Questo cambiamento avvenne comunque molto gradualmente nel corso dei secoli III e IV, e le ragioni per l'adozione del modello di codice sono molteplici: il formato è più economico, in quanto entrambi i lati del materiale di scrittura possono essere utilizzati, ed è portatile, ricercabile, e facile da nascondere. Gli autori cristiani potrebbero anche aver voluto distinguere i loro scritti dai testi pagani scritti su rotoli.
La storia del libro continua a svilupparsi con la graduale transizione dal rotolo al codex, spostandosi dal Vicino Oriente del II-II millennio a.C. al primo periodo bizantino, durante il IV e V secolo d.C., quando la diffusione del cristianesimo e del monachesimo cambiò in maniera fondamentale il corso della storia libraria.
Fino al II secolo d.C., tutti i patrimoni scritti venivano conservati sotto forma di rotoli (o scrolli), alcuni di pergamena, ma la maggioranza di papiro. All'arrivo del Medioevo, circa mezzo millennio dopo, i codici - di foggia e costruzione in tutto simili al libro moderno - rimpiazzarono il rotolo e furono composti principalmente di pergamena. Il rotolo continuò ad esser usato per documenti e simili, scritture della sorta che vengono ordinate in schedari o archivi, ma il codex ebbe supremazia nella letteratura, studi scientifici, manuali tecnici, e così via, scritture della sorta che vengono poste in biblioteche. Fu un cambiamento che influì profondamente su tutti coloro che avevano a che fare coi libri, dal lettore casuale al bibliotecario professionale.
I primi riferimenti ai codici si ritrovano su Marziale, in alcuni epigrammi, come quello del Libro XIII pubblicato nell'anno 85/86 d.C.:
(Marziale XIII.3.1)
Anche nei suoi distici, Marziale continua a citare il codex: un anno prima del suddetto, una raccolta di distici viene pubblicata con lo scopo di accompagnare donativi. Ce n'è una, che porta il titolo "Le Metamorphoses di Ovidio su Membranae" e dice:
(Marziale XIV.192)
L'oggetto libro subì nel corso del tempo notevoli cambiamenti dal punto di vista materiale e strutturale.
I più antichi esemplari di libro erano sotto forma di volumen o rotolo e per lo più scritti a mano su papiro.
Dal II secolo a.C. compare un nuovo tipo di supporto scrittorio: la pergamena. Nel mondo antico non godette di molta fortuna a causa del prezzo elevato rispetto a quello del papiro. Tuttavia aveva il vantaggio di una maggiore resistenza e la possibilità di essere prodotto senza le limitazioni geografiche imposte dal clima caldo per la crescita del papiro.
Il libro in forma di rotolo consisteva in fogli preparati da fibre di papiro (phylire) disposte in uno strato orizzontale (lo strato che poi riceveva la scrittura) sovrapposto ad uno strato verticale (la faccia opposta). I fogli così formati erano incollati gli uni agli altri lateralmente, formando una lunga striscia che poteva avere alle estremità due bastoncini (umbilici) sui quali veniva arrotolata.
La scrittura era effettuata su colonne, generalmente sul lato del papiro che presentava le fibre orizzontali.
Non si hanno molte testimonianze sui rotoli di pergamena tuttavia la loro forma era simile a quella dei libri in papiro.
Gli inchiostri neri utilizzati erano a base di nerofumo e gomma arabica.
Dal II secolo d.C. in poi comincia a diffondersi una nuova forma di libro, il codex o codice sia in papiro che in pergamena.
La vecchia forma libraria a rotolo scompare in ambito librario. In forma notevolmente differente permane invece in ambito archivistico.
Nel Medioevo si fanno strada alcune innovazioni: nuovi inchiostri ferro gallici e, a partire dalla metà del XIII secolo, la carta.
Il prezzo molto basso di questo materiale, ricavato da stracci e quindi più abbondante della pergamena, ne favorisce la diffusione.
Ma bisogna aspettare la seconda metà del XV secolo per incontrare il processo di stampa tradizionalmente attribuito ad un'invenzione del tedesco Gutenberg.
Questo mezzo, permettendo l'accelerazione della produzione delle copie di testi contribuisce alla diffusione del libro e della cultura.
La parola membranae, letteralmente "pelli", è il nome che i romani diedero al codex di pergamena; il dono che i citati distici dovevano accompagnare era quasi sicuramente una copia dell'opera completa di Marziale, quindici libri in forma di codice e non di rotolo, più comune in quell'epoca. Altri suoi distici rivelano che tra i regali fatti da Marziale c'erano copie di Virgilio, di Cicerone e Livio. Le parole di Marziale danno la distinta impressione che tali edizioni fossero qualcosa di recentemente introdotto.
Il codice si originò dalle tavolette di legno che gli antichi per secoli avevano usato per scrivere annotazioni. Quando c'era bisogno di più spazio di quello offerto da una singola tavoletta, gli scribi ne aggiungevano altre, impilate una sopra all'altra e legate insieme con una corda che passava nei buchi precedentemente forati su uno dei margini: si otteneva così un "taccuino". Sono stati rinvenuti "taccuini" contenenti fino a dieci tavolette. Nel tempo, furono anche disponibili modelli di lusso fatti con tavolette di avorio invece che di legno. I romani chiamarono tali tavolette col nome di codex e solo molto più tardi questo termine acquisì il senso che attualmente gli diamo. Ad un certo punto i romani inventarono un taccuino più leggero e meno ingombrante, sostituendo legno o avorio con fogli di pergamena: ponevano due o più fogli insieme, li piegavano nel mezzo, li bucavano lungo la piega e ci passavano dentro una cordicella per tenerli (ri) legati. Il passo fu breve dall'usare due o tre fogli come taccuino al legarne insieme una certa quantità per trascrivere testi estesi - in altre parole, creando un codex nel senso proprio che usiamo oggigiorno.

#### Egiziani e Romani
Ai romani va il merito di aver compiuto questo passo essenziale, e devono averlo fatto alcuni decenni prima della fine del I secolo d.C., dato che da allora, come ci dimostrano i distici di Marziale, divennero disponibili a Roma le edizioni di autori comuni in formato codex, sebbene ancora una novità. Poiché Roma era il centro del commercio librario di libri in latino, si può certamente concludere che la produzione di tali edizioni si originasse da questa città. Il grande vantaggio che offrivano rispetto ai rolli era la capienza, vantaggio che sorgeva dal fatto che la facciata esterna del rotolo era lasciata in bianco, vuota. Il codice invece aveva scritte entrambe le facciate di ogni pagina, come in un libro moderno.
(Marziale XIV.186)
Così si meravigliava Marziale in uno dei suoi epigrammi: l'Eneide da sola avrebbe richiesto almeno quattro o più rotoli.
I codici di cui parlava erano fatti di pergamena; nei distici che accompagnavano il regalo di una copia di Omero, per esempio, Marziale la descrive come fatta di "cuoio con molte pieghe". Ma copie erano anche fatte di fogli di papiro. In Egitto, dove cresceva la pianta del papiro ed era centro della sua manifattura per materiale scrittorio, il codex di tale materiale era naturalmente più comune della pergamena: tra le migliaia di frammenti di scrittura greca e latina rinvenuti tra le sabbie egiziane, circa 550 sono di codici e appena più del 70% di questi sono fatti di papiro. Si presume inoltre che il codice papiraceo fosse maggiormente comune anche fuori dall'Egitto. Quando i greci ed i romani disponevano solo del rotolo per scrivere libri, si preferiva usare il papiro piuttosto che la pergamena. È quindi logico credere che la stessa preferenza venisse usata per il codex quando questo divenne disponibile.
I ritrovamenti egiziani ci permettono di tracciare il graduale rimpiazzo del rotolo da parte del codice. Fece la sua comparsa in Egitto non molto dopo il tempo di Marziale, nel II secolo d.C., o forse anche prima, alla fine del I secolo. Il suo debutto fu modesto. A tutt'oggi sono stati rinvenuti 1 330 frammenti di scritti letterari e scientifici greci, databili al primo e secondo secolo; sono tutti su rotolo, eccetto poco meno di venti, appena l'1,5%, su codici. Nel terzo secolo la percentuale aumenta dall'1,5% a circa il 17%; chiaramente il codex stava ottenendo successo. Verso il 300 d.C. la percentuale si alza fino al 50% - una parità col rotolo che si riflette in certe rappresentazioni che mostrano un uomo che tiene in mano un rotolo vicino ad un altro che tiene un codice. Entro il 400 d.C. arriva all'80% e nel 500 a 90%. Il rotolo comunque aveva ancora parecchi secoli davanti a sé, ma solo per documenti; quello che la gente leggeva per piacere, edificazione o istruzione era praticamente tutto su codici.

#### Papiro e pergamena
I ritrovamenti egiziani gettano luce anche sulla transizione del codex dal papiro alla pergamena. In teoria, in Egitto, terra ricca di pianta di papiro, il codice papiraceo avrebbe dovuto regnar supremo, ma non fu così: il codice di pergamena appare in zona allo stesso tempo di quello di papiro, nel II secolo d.C. Sebbene gli undici codici della Bibbia datati in quel secolo fossero papiracei, esistono circa 18 codici dello stesso secolo con scritti pagani e quattro di questi sono in pergamena. Inoltre, alcune interessanti informazioni vengono fornite da una lettera dell'epoca, rinvenuta in un villaggio egiziano - un figlio scrive al padre che
Deios, a quanto pare un libraio ambulante, voleva vendere una quantità di almeno quattordici codici di pergamena, che interessavano a un residente del villaggio egiziano. Il codex tanto apprezzato da Marziale aveva quindi fatto molta strada da Roma.
Nel terzo secolo, quando tali codici divennero alquanto diffusi, quelli di pergamena iniziarono ad essere popolari. Il numero totale di codici sopravvissuti correntemente ammontano a più di cento; almeno 16 di questi sono di pergamena, quindi il 16%. Nel quarto secolo la percentuale si alza al 35% - di circa 160 codici, almeno 50 sono di pergamena - e rimane allo stesso livello nel V secolo. In breve, anche in Egitto, la fonte mondiale del papiro, il codice di pergamena occupava una notevole quota di mercato.

#### Era cristiana
I codici più antichi che sono sopravvissuti fuori dall'Egitto risalgono al quarto e quinto secolo d.C. e sono pochi - diversi per la Bibbia, alcuni di Virgilio, uno di Omero e poco altro. Sono tutti di pergamena, edizioni eleganti, scritti in elaborata calligrafia su sottili fogli di pergamena. Per tali edizioni di lusso il papiro era certamente inadatto.
In almeno un'area, la giurisprudenza romana, il codex di pergamena veniva prodotto sia in edizioni economiche che in quelle di lusso. Titoli di compilazioni celebri, il Codice teodosiano promulgato nel 438, ed il Codice giustinianeo promulgato nel 529, indicano che gli imperatori li facevano scrivere su codici, sicuramente di pergamena dato che erano più duraturi e più capienti e inoltre di ottima qualità, dato che erano prodotti sotto l'egida dell'imperatore. Dall'altro lato, basandoci sulle annotazioni di Libanio, intellettuale del IV secolo che nelle sue molteplici attività faceva anche l'insegnante di legge, si apprende che i libri di testo dei suoi studenti erano codici di pergamena. Le ragioni erano buone: la pergamena poteva resistere a maltrattamenti vari, il codice poteva venir consultato velocemente per riferimenti giuridici, sentenze e giudizi, e così via. La pergamena usata doveva certo essere di bassa qualità, con pelli così spesse da far piegare le ginocchia agli allievi che le trasportavano. Il peso era però un altro fattore d'importanza, per le attività fuori di classe: servivano per le lotte tra studenti e i libri venivano usati al posto dei sassi.

### Medioevo

#### Manoscritti

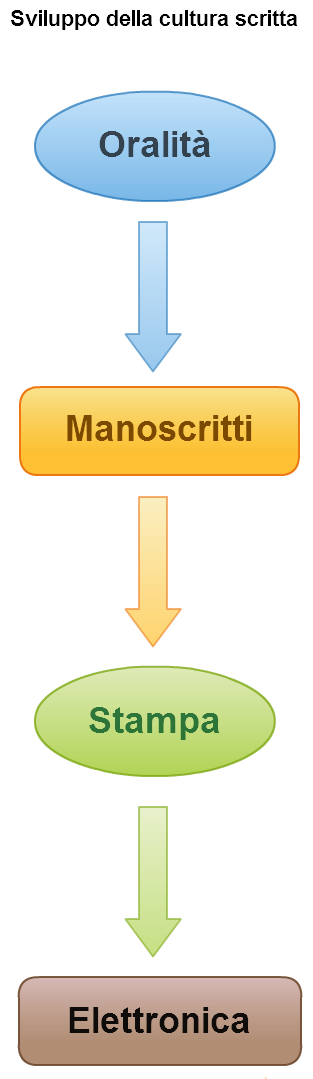
Lo sviluppo della tecnologia comunicativa: tradizione orale, cultura del manoscritto, cultura della stampa, era dell'informazione.

La caduta dell'Impero romano nel V secolo d.C., vide il declino della cultura della Roma antica. Il papiro divenne difficile da reperire a causa della mancanza di contatti con l'Antico Egitto e la pergamena, che per secoli era stata tenuta in secondo piano, divenne il materiale di scrittura principale.
I monasteri continuarono la tradizione scritturale latina dell'Impero romano d'Occidente. Cassiodoro, nel Monastero di Vivario (fondato verso il 540), enfatizzò l'importanza della copiatura dei testi. Successivamente, anche Benedetto da Norcia, nella sua Regula Monachorum (completata verso la metà del VI secolo) promosse la lettura. La Regola di San Benedetto (Cap. XLVIII), che riserva certi momenti alla lettura, influenzò fortemente la cultura monastica del Medioevo ed è uno dei motivi per cui i chierici divennero i maggiori lettori di libri. La tradizione e lo stile dell'Impero romano predominavano ancora, ma gradualmente emerse la cultura del libro medievale.
I monaci irlandesi introdussero la spaziatura tra le parole nel VII secolo. Essi adottarono questo sistema perché leggevano con difficoltà le parole latine. L'innovazione fu poi adottata anche nei Paesi neolatini (come l'Italia), anche se non divenne comune prima del XII secolo. Si ritiene che l'inserimento di spazi tra le parole abbia favorito il passaggio dalla lettura semi-vocalizzata a quella silenziosa.
Prima dell'invenzione e della diffusione del torchio tipografico, quasi tutti i libri venivano copiati a mano, il che li rendeva costosi e relativamente rari. I piccoli monasteri di solito possedevano al massimo qualche decina di libri, forse qualche centinaio quelli di medie dimensioni. In età carolingia le più grandi collezioni raccoglievano circa 500 volumi; nel Basso Medioevo la biblioteca pontificia di Avignone e la biblioteca della Sorbona di Parigi possedevano circa 2 000 volumi.
Il processo della produzione di un libro era lungo e laborioso. Il supporto di scrittura più usato nell'Alto Medioevo, la pergamena, o vellum (pelle di vitello), doveva essere preparato, poi le pagine libere venivano pianificate e rigate con uno strumento appuntito (o un piombo), dopo di che il testo era scritto dallo scriba, che di solito lasciava aree vuote a scopo illustrativo e rubricativo. Infine, il libro veniva rilegato dal rilegatore. Le copertine erano fatte di legno e ricoperte di cuoio. Poiché la pergamena secca tende ad assumere la forma che aveva prima della trasformazione, i libri erano dotati di fermagli o cinghie.
In quest'epoca si usavano differenti tipi di inchiostro, usualmente preparati con fuliggine e gomma, e più tardi anche con noce di galla e solfato ferroso. Ciò diede alla scrittura un colore nero brunastro, ma nero o marrone non erano gli unici colori utilizzati. Esistono testi scritti in rosso o addirittura in oro, e diversi colori venivano utilizzati per le miniature. A volte la pergamena era tutta di colore viola e il testo vi era scritto in oro o argento (per esempio, il Codex Argenteus).Vedi illustrazione a margine
Per tutto l'Alto Medioevo i libri furono copiati prevalentemente nei monasteri, uno alla volta. Con l'apparire delle università, la cultura del manoscritto dell'epoca portò ad un aumento della richiesta di libri e si sviluppò quindi un nuovo sistema per la loro copiatura. I libri furono divisi in fogli non legati (pecia), che furono distribuiti a differenti copisti; di conseguenza la velocità di produzione libraria aumentò notevolmente. Il sistema venne gestito da corporazioni laiche di cartolai, che produssero sia materiale religioso che profano. Nelle prime biblioteche pubbliche i libri venivano spesso incatenati ad una libreria o scrivania per impedirne il furto. Questi libri furono chiamati libri catenati. Tale usanza perdurò fino al XVIII secolo.Vedi illustrazione a margine
L'ebraismo ha mantenuto in vita l'arte dello scriba fino ad oggi. Secondo la tradizione ebraica, il rotolo della Torah posto nella sinagoga deve esser scritto a mano su pergamena e quindi un libro stampato non è permesso, sebbene la congregazione possa usare libri di preghiere stampati e copie della Bibbia ebraica possano esser utilizzate per studio fuori dalla sinagoga. Lo scriba ebraico (sofer) è altamente rispettato nell'ambito della comunità ebraica osservante.

#### Nel mondo islamico
Anche gli arabi produssero e rilegarono libri durante il periodo medievale islamico, sviluppando tecniche avanzate di calligrafia araba, miniatura e legatoria. Un certo numero di città del mondo islamico medievale furono sede di centri di produzione libraria e di mercati del libro. Marrakech, in Marocco, ebbe una strada denominata Kutubiyyin, o "venditori di libri", sulla quale nel XII secolo si affacciavano più di 100 librerie; la famosa Moschea Koutoubia è così chiamata a causa della sua posizione in quella strada.
Il mondo islamico medievale utilizzò anche un metodo di riproduzione di copie affidabili in grandi quantità noto come "lettura di controllo", in contrasto con il metodo tradizionale dello scriba che, da solo, produceva una copia unica di un manoscritto unico. Col metodo di controllo, solo "gli autori potevano autorizzare le copie, e questo veniva fatto in riunioni pubbliche, in cui il copista leggeva il testo ad alta voce in presenza dell'autore, il quale poi la certificava come precisa". Con questo sistema di lettura controllata, "un autore poteva produrre una dozzina o più copie di una data lettura e, con due o più letture, più di cento copie di un singolo libro potevano essere facilmente prodotte."

#### Xilografia
In xilografia, un'immagine a bassorilievo di una pagina intera veniva intagliata su tavolette di legno, inchiostrata e usata per stampare le copie di quella pagina. Questo metodo ebbe origine in Cina, durante la Dinastia Han (prima del 220 a.C.), per stampare su tessili e successivamente su carta, e fu largamente usato in tutta l'Asia orientale. Il libro più antico stampato con questo sistema è il Sutra del Diamante (868 d.C.).
Questo metodo (chiamato "intaglio" quando lo si usa in arte) arrivò in Europa agli inizi del XIV secolo e fu adoperato per produrre libri, carte da gioco e illustrazioni religiose. Creare un libro intero era però un compito lungo e difficile, che richiedeva una tavoletta intagliata a mano per ogni pagina, e le tavolette spesso si crepavano se tenute oltre un certo tempo. I monaci o altri che le scrivevano, venivano pagati profumatamente.

#### Caratteri mobili e incunaboli
L'inventore cinese Bi Sheng realizzò caratteri mobili di terracotta verso il 1045, ma non esistono esempi sopravvissuti della sua stampa. Intorno al 1450, in quello che viene comunemente considerata come un'invenzione indipendente, il tedesco Johannes Gutenberg inventò i caratteri mobili in Europa, insieme allo stampo per la fusione in metallo dei caratteri per ciascuna delle lettere dell'alfabeto latino. Questa invenzione gradualmente rese i libri meno laboriosi e meno costosi da produrre e più ampiamente disponibili. La stampa è una delle prime e più importanti forme di produzione in serie.
I primi libri stampati, i singoli fogli e le immagini che furono creati prima del 1501 in Europa, sono noti come incunaboli.

#### Galleria d'immagini

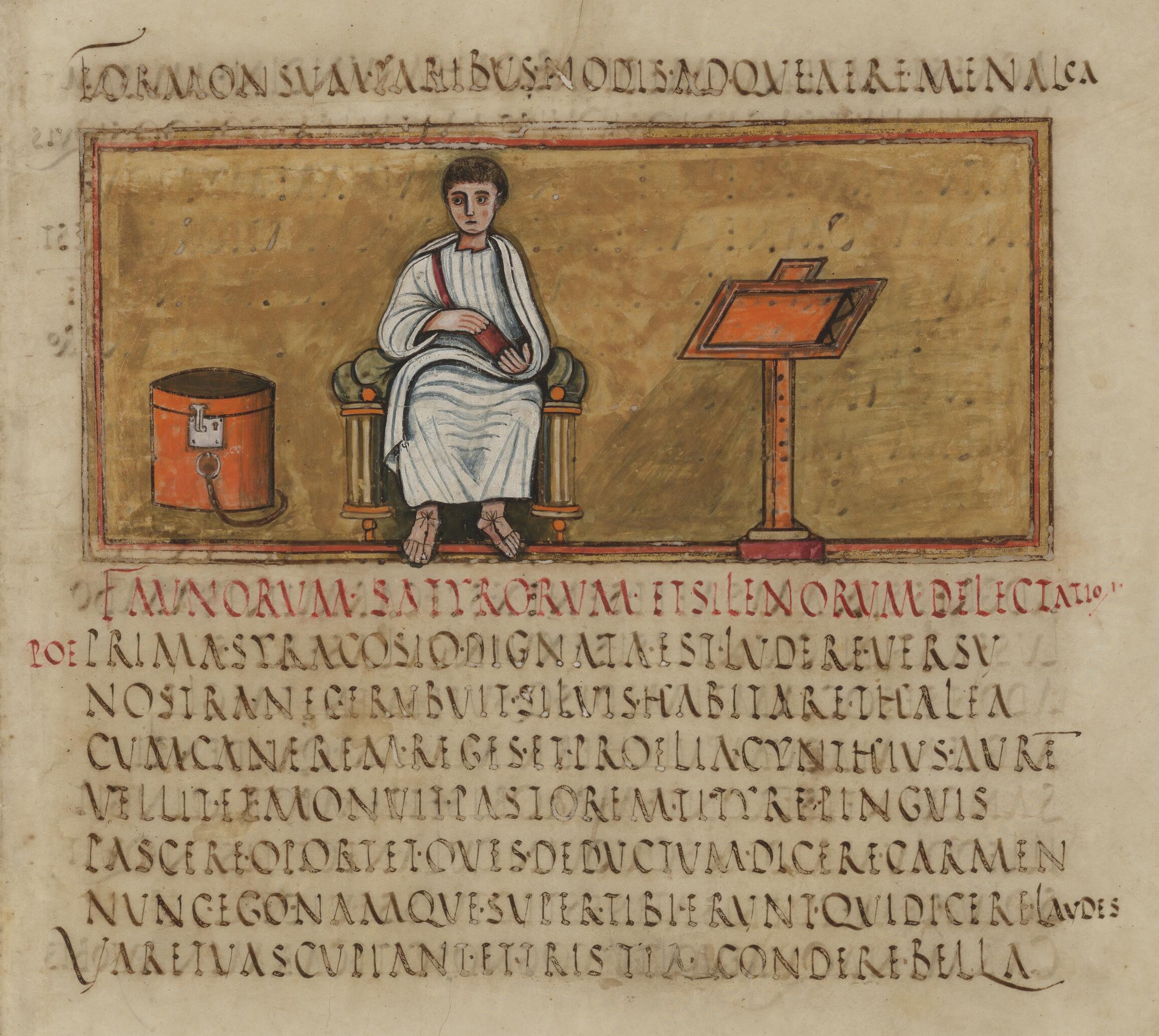
Folio 14 recto del Vergilius romanus che contiene un ritratto dell'autore Virgilio. Da notare la libreria (capsa), il leggio ed il testo scritto senza spazi in capitale libraria.
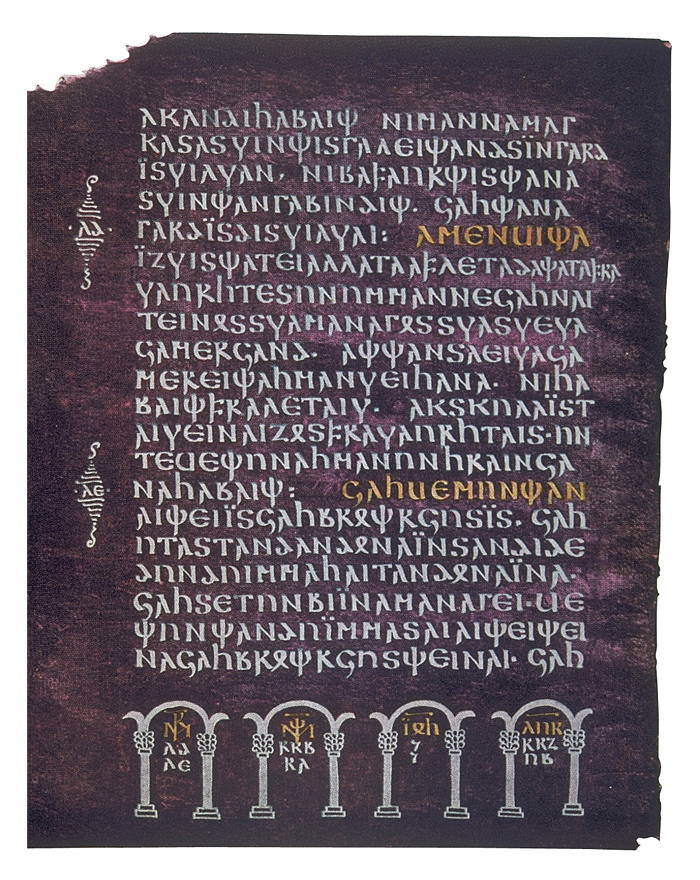
Pagina del Codex Argenteus.
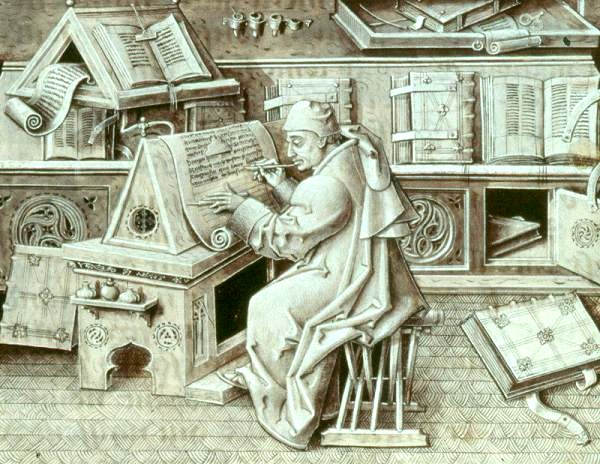
L'autore e scriba borgognano Jean Miélot, raffigurato nel suo Miracles de Notre Dame, XV secolo.
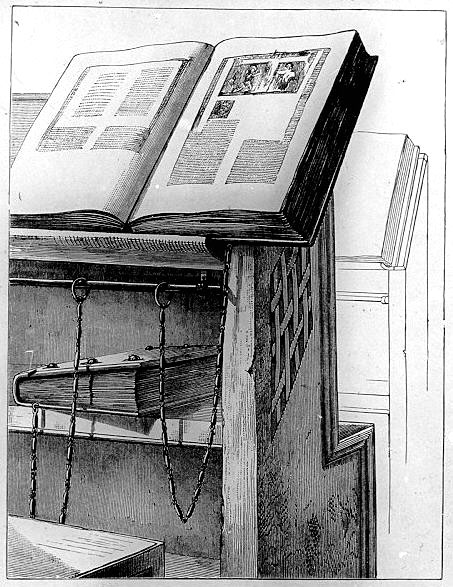
Leggio con libri catenati, Biblioteca Malatestiana di Cesena.
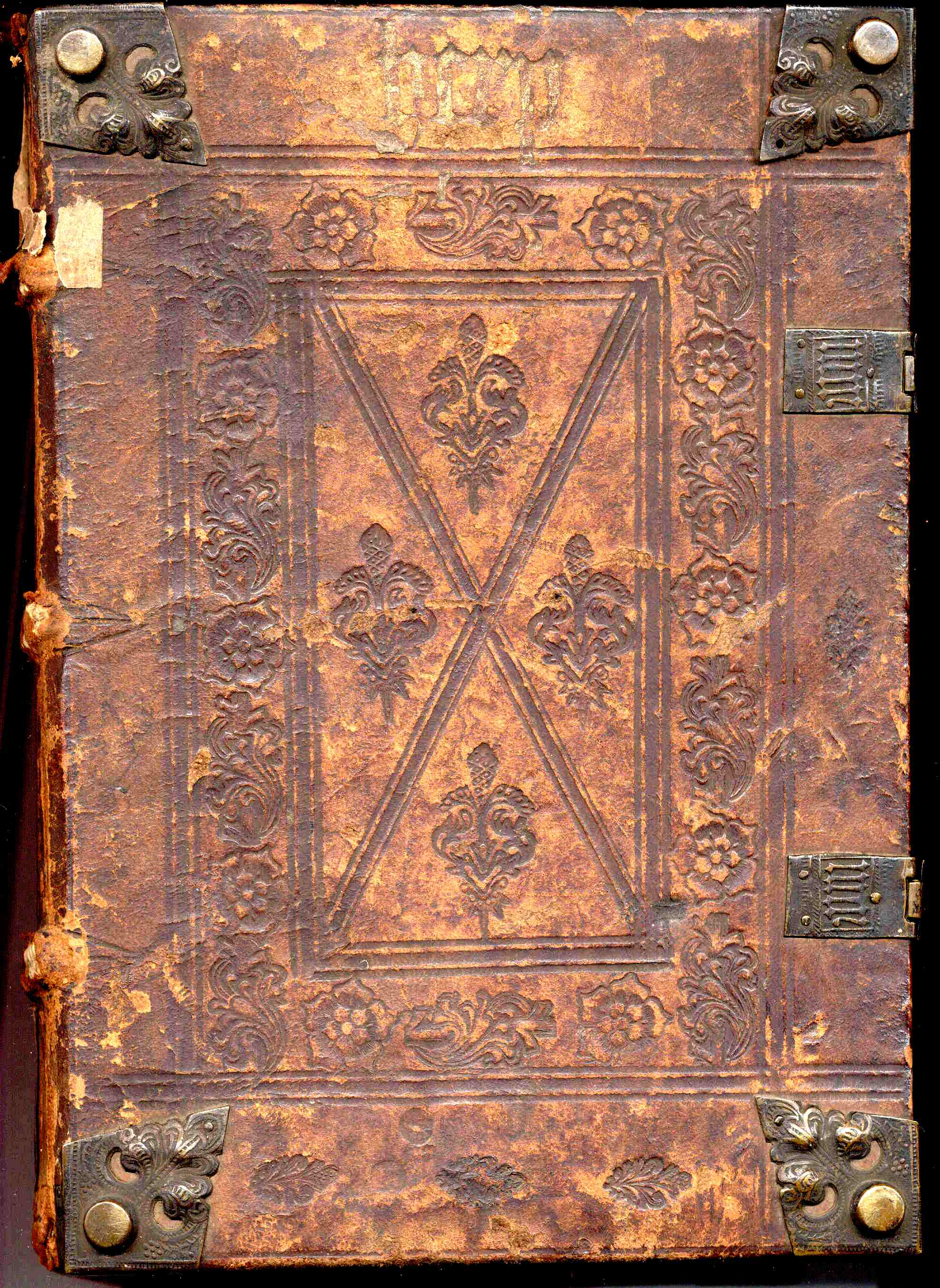
Incunabolo del XV secolo. Si noti la copertina lavorata, le borchie d'angolo e i morsetti.
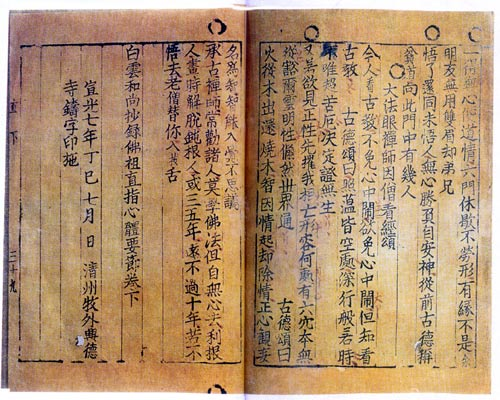
Insegnamenti scelti di saggi buddisti, il primo libro stampato con caratteri metallici mobili, 1377. Biblioteca nazionale di Francia.

### Età moderna e contemporanea
Le macchine da stampa a vapore diventarono popolari nel XIX secolo. Queste macchine potevano stampare 1 100 fogli l'ora, ma i tipografi erano in grado di impostare solo 2 000 lettere l'ora.
Le macchine tipografiche monotype e linotipo furono introdotte verso la fine del XIX secolo. Potevano impostare più di 6 000 lettere l'ora e una riga completa di caratteri in maniera immediata.
I secoli successivi al XV videro quindi un graduale sviluppo e miglioramento sia della stampa, sia delle condizioni di libertà di stampa, con un relativo rilassamento progressivo delle legislazioni restrittive di censura. A metà del XX secolo, la produzione libraria europea era salita a oltre 200 000 titoli all'anno.
Nella seconda metà del XX secolo la tecnologia informatica ha reso possibile con la diffusione di libri in formato elettronico, poi chiamati eBook o e-book (da electronic book), una rivoluzione in quanto come ha evidenziato il bibliofilo Nick Carr dalle caratteristiche della carta stampata ovvero: fissità della pagina, fissità dell'edizione, fissità dell'oggetto, fissità della realizzazione, si passa alla: fluidità della pagina, fluidità dell'edizione, fluidità del contenitore, fluidità della crescita.
Nel 1971 nasce il Progetto Gutenberg, lanciato da Michael S. Hart, la prima biblioteca di versioni elettroniche liberamente riproducibili di libri stampati. L'uso degli eBook al posto dei libri stampati si è tuttavia diffuso solo all'inizio del XXI secolo.

## Formati dei libri
I libri a stampa sono prodotti stampando ciascuna imposizione tipografica su un foglio di carta. Le dimensioni del foglio hanno subìto variazioni nel tempo, in base alle capacità delle presse (dei torchi). Il foglio stampato viene poi opportunamente piegato per ottenere un fascicolo o segnatura di più pagine progressive. Le varie segnature vengono rilegate per ottenere il volume. L'apertura delle pagine, specialmente nelle edizioni in brossura, era di solito lasciata al lettore fino agli anni sessanta del XX secolo, mentre ora le segnature vengono rifilate direttamente dalla tipografia.
Nei libri antichi il formato dipende dal numero di piegature che il foglio subisce e, quindi, dal numero di carte e pagine stampate sul foglio.
Nei libri moderni il formato è dato dall'altezza in centimetri, misurata al frontespizio, entro un minimo e un massimo convenzionalmente stabilito.

### Libro tascabile
Il termine "tascabile" riferito al libro rappresenta un concetto commerciale e identifica libri economici stampati in sedicesimo, la cui diffusione, a partire dall'ultimo Ottocento (ma soprattutto nella seconda metà del XX secolo), ha permesso un notevole calo dei prezzi. Sostanzialmente - sia per il formato, sia per l'economicità - esso trova precedenti nella storia del libro anteriore alla stampa, già a partire dall'antichità (il "libro che sta in una mano": nel mondo greco encheiridion, in quello latino i pugillares, nel Medioevo il libro da bisaccia).

## Parti di un libro
In ordine alfabetico:

### Carte di guardia

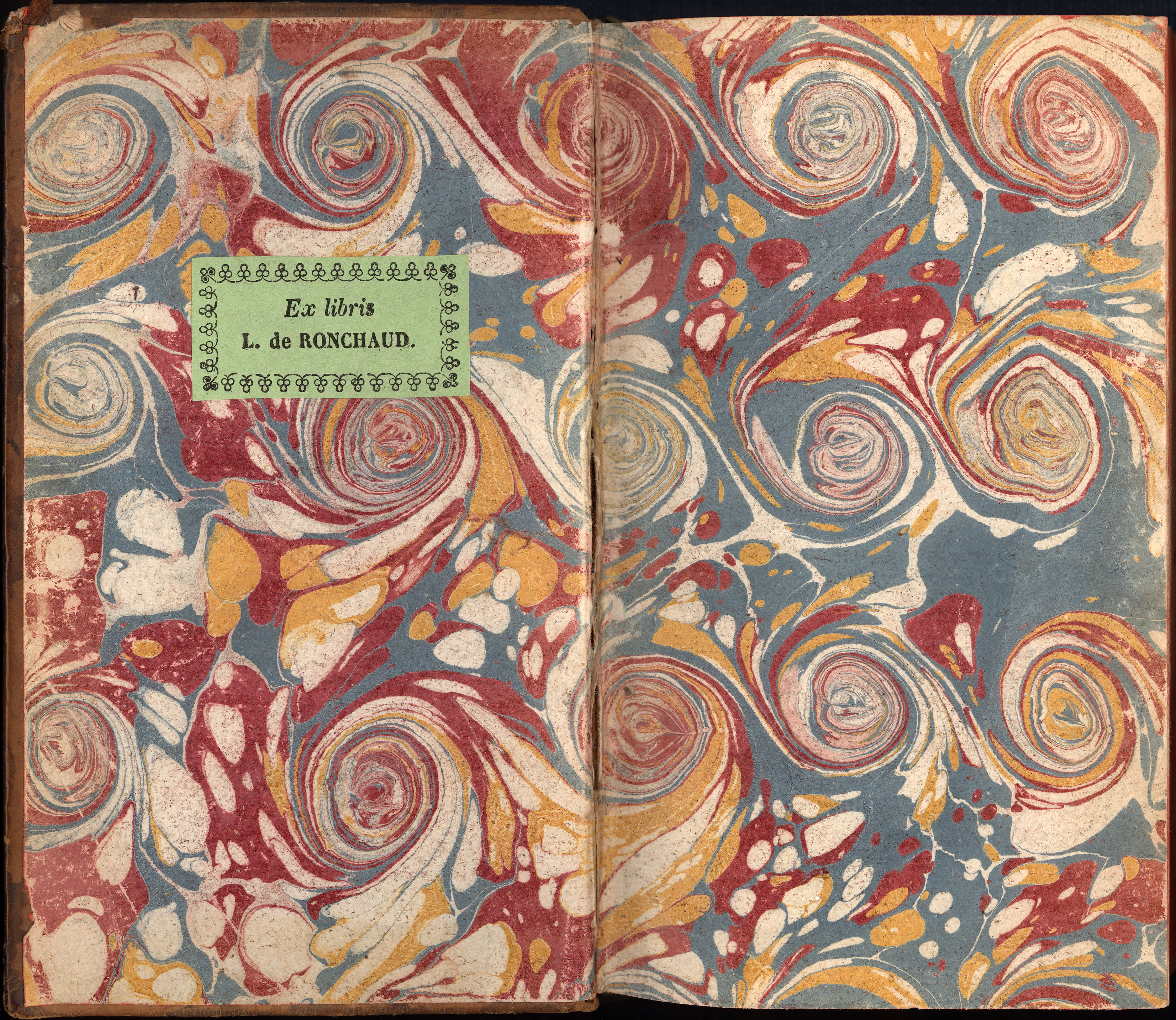
Sguardie anteriori in carta marmorizzata a occhio di pavone in un libro del 1735.

Le "carte di guardia", o risguardi, o sguardie, sono le carte di apertura e chiusura del libro vero e proprio, che collegano materialmente il corpo del libro alla coperta o legatura. Non facendo parte delle segnature, non sono mai contati come pagine.
La loro utilità pratica è evidente in libri cartonati, o rilegati in tela, pelle o pergamena, dove aiutano a tenere unita la coperta rigida al blocco del libro. Nel libro antico le sguardie, poste a protezione delle prime pagine stampate o manoscritte del testo, contribuiscono a tenerlo insieme alla copertina con spaghi o fettucce passanti nelle cuciture al dorso; nel libro moderno è invece la garza che unisce i fascicoli alla copertina. Si chiama "controguardia" la carta che viene incollata su ciascun "contropiatto" (la parte interna del "piatto") della coperta, permettendone il definitivo ancoraggio.
Le sguardie sono solitamente di carta diversa da quella dell'interno del volume e possono essere bianche, colorate o decorate con motivi di fantasia (nei libri antichi erano marmorizzate). Nei libri antichi di lusso, possono essere in numero variabile, da due a quattro (raramente di più), sia all'inizio sia alla fine.
Nei libri in brossura e negli opuscoli i risguardi solitamente mancano, ma è spesso presente una singola carta di guardia in principio e in fine.

### Colophon

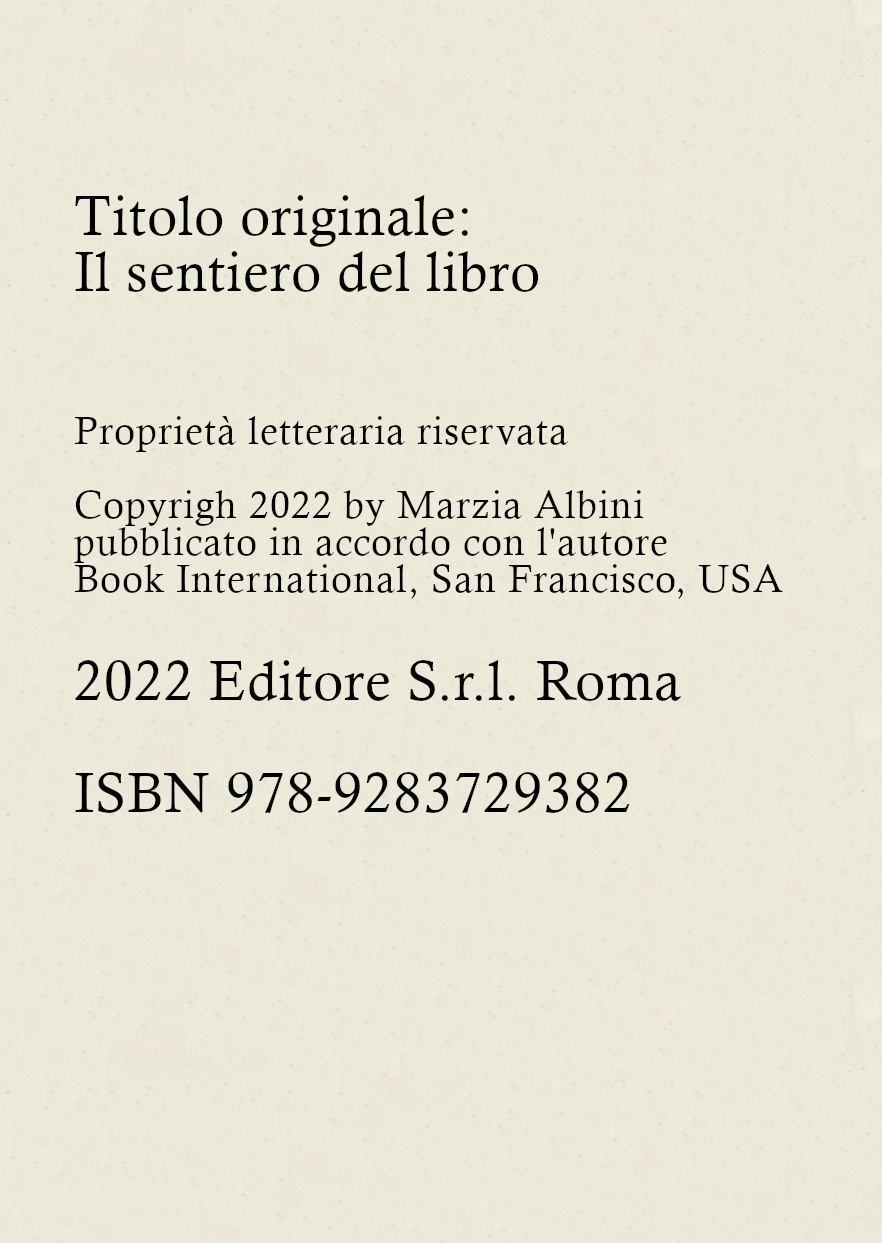
Esempio di colophon

Il colophon o colofone, che chiude il volume, riporta le informazioni essenziali sullo stampatore e sul luogo e la data di stampa. In origine nei manoscritti era costituito dalla firma (o subscriptio) del copista o dello scriba, e riportava data, luogo e autore del testo; in seguito fu la formula conclusiva dei libri stampati nel XV e XVI secolo, che conteneva, talvolta in inchiostro rosso, il nome dello stampatore, luogo e data di stampa e l'insegna dell'editore. Sopravvive ancor oggi, soprattutto con la dicitura Finito di stampare.

### Coperta o copertina

Le parti del libro:
1) fascetta; 2) sovraccoperta; 3) controguardia incollata alla coperta; 4) labbro; 5) taglio di testa; 6) taglio davanti; 7) taglio di piede; 8) pagina pari o di destra 9) pagina dispari o di sinistra; 10) piega del foglio che forma il fascicolo.

Di norma i fascicoli che costituiscono il libro vengono tenuti insieme da un involucro detto appunto '"coperta" o "copertina", è la parte più esterna del libro spesso rigida e illustrata. La più antica copertina illustrata oggi conosciuta ricoprì le Consequentiae di Strodus, libretto stampato a Venezia da Bernardo da Lovere nel 1484. Usata raramente fino a tutto il Settecento (quando solitamente l'editore vendeva i libri slegati o applicava una semplice copertina di protezione, che veniva poi gettata dal legatore) divenne molto popolare a partire dai primi anni dell'Ottocento, forse su impulso degli stampatori Brasseur di Parigi.
Nel libro antico poteva essere rivestita di svariati materiali: pergamena, cuoio, tela, carta e costituita in legno o cartone. Poteva essere decorata con impressioni a secco o dorature. Ciascuno dei due cartoni che costituiscono la copertina viene chiamato piatto. I piatti hanno dimensioni leggermente più ampie rispetto al corpo del volume. La parte che sporge oltre il margine dei fogli è chiamata unghiatura, o unghia o cassa. Essa è anche realizzata nelle segnature (fogli piegati) per facilitare la raccolta o l'assemblaggio di un opuscolo.
Nel libro moderno la coperta è costituita dai due piatti e da un "dorso", per le cosiddette copertine rigide ("legature a cartella" o "Bradel" o "cartonato"), oppure da un cartoncino più o meno spesso che, opportunamente piegato lungo la linea del dorso, abbraccia il blocco delle carte. In quest'ultimo caso si parla di brossura e l'unghiatura è assente.
Nata con funzioni prettamente pratiche quali la protezione del blocco delle carte e il permetterne la consultabilità, la coperta assume nel tempo funzioni e significati diversi, non ultimo quello estetico e rappresentativo. Nel XIX secolo la coperta acquista una prevalente funzione promozionale. Con la meccanizzazione e la diffusione dell'industria tipografica vengono introdotti altri tipi di legature e coperte, più economiche e adatte alle lavorazioni automatiche.
Il cartonato si diffonde nel XIX secolo, preferito per economicità, robustezza e resa del colore. Ha caratterizzato a lungo l'editoria per l'infanzia e oggi, ricoperto da una "sovraccoperta", costituisce il tratto caratteristico delle edizioni maggiori. Modernamente la brossura è un sistema di legatura in cui i fascicoli o segnature vengono fresate dal lato del dorso e i fogli sciolti vengono incollati a una striscia di tela o plastica sempre al dorso (cosiddetta "brossura fresata").

#### Aletta
Le "alette" o "bandelle" (comunemente dette "risvolti di copertina") sono le piegature interne della copertina o della sovraccoperta (vedi infra). Generalmente vengono utilizzate per una succinta introduzione al testo e per notizie biografiche essenziali sull'autore.

#### Prima di copertina
La "prima di copertina" o "copertina anteriore" o "piatto superiore" è la prima faccia della copertina di un libro. Di norma, riporta le indicazioni di titolo e autore.

#### Quarta di copertina
La "quarta di copertina" o "copertina posteriore" o "piatto inferiore" è l'ultima faccia della copertina, usata oggi a scopo promozionale. Solitamente riporta notizie sull'opera e sull'autore, nonché il codice ISBN e il prezzo del volume (se non è indicato nel risvolto di copertina).

#### Sovracopertina o sopracopertina
I libri con copertina cartonata in genere sono rivestiti da una "sovraccoperta". Ha di solito la funzione di reclamizzare il libro, per cui riporta i dati essenziali dell'opera ed è sempre a colori ed illustrata. La sovracopertina è stampata, nella maggior parte dei casi, solo sull'esterno.

#### Taglio
I tre margini esterni del libro, cioè la superficie presentata dai fogli in un volume chiuso, si chiamano "tagli". Oltre al taglio "superiore" (o di "testa") vi sono il taglio esterno, detto "davanti" (o "concavo"), e il taglio inferiore, detto "piede". Dal punto di vista industriale, il taglio di testa è, con la cucitura, il lato più importante di un libro in quanto determina il registro frontale della macchina da stampa. I tagli possono essere al naturale, decorati o colorati in vario modo. In questi ultimi casi, si parla di "taglio colore", nel passato usati per distinguere i libri religiosi o di valore dalla restante produzione editoriale, utilizzando una spugna imbevuta di inchiostri all'anilina (anni 70-80 del XX secolo). Dalla fine degli anni novanta vengono svolti in labbratura con colori a base d'acqua.

### Dorso
Il "dorso" o "costa" o "costola" del libro è la parte della copertina che copre e protegge le pieghe dei fascicoli, visibile quando il volume è posto di taglio (ad esempio su una scaffalatura). Riporta solitamente titolo, autore, e editore del libro.

### Ex libris
L'"ex libris" è un foglietto che veniva (e talvolta viene ancora) incollato all'interno della copertina di un libro per indicarne, con uno stemma araldico o un'immagine simbolica, il proprietario. Sovente riporta un motto.

### Fascetta
Nel libro moderno, la "fascetta" è la striscia di carta, applicata trasversalmente alla copertina del libro, utilizzata per riportare slogan pubblicitari destinati a sottolineare il successo del libro. Assente nel libro antico.

### Frontespizio

Frontespizio del Dialogo di Galileo Galilei (1632)

Il "frontespizio" è la pagina pari, di solito la prima (o la terza) di un libro, che presenta le informazioni più complete sul libro stesso.
I primi incunaboli e manoscritti non avevano il frontespizio, ma si aprivano con una carta bianca con funzione protettiva. Introdotto alla fine del Quattrocento, il frontespizio aveva la forma di un occhiello o di un incipit, quindi si arricchì di elementi decorativi come cornici xilografiche. Nel XVII secolo cede la parte decorativa all'antiporta e vi compaiono le indicazioni di carattere pubblicitario riferite all'editore, un tempo riservate al colophon. In epoca moderna, le illustrazioni e parte delle informazioni si sono trasferite sulla copertina o sulla sovraccoperta e altre informazioni nel verso del frontespizio.

### Nervi
Nel libro antico i "nervi" sono i supporti di cucitura dei fascicoli. Generalmente sono fatti in corda, cuoio, pelle allumata o, più recentemente, fettuccia. I nervi possono essere lasciati a vista (e messi in evidenza attraverso la "staffilatura"), oppure nascosti in modo da ottenere un dorso liscio. Nel libro moderno i nervi sono di norma finti, apposti per imitare l'estetica del libro antico e conferire importanza al libro.

### Occhiello
L'"occhiello" (o occhietto) è una pagina con un titolo (spesso della serie o collana) che precede il frontespizio. Nei libri suddivisi in più parti, si possono avere occhietti intermedi.

### Tavole
Un libro spesso è arricchito di figure. Se esse fanno parte integrante del testo sono chiamate illustrazioni. Se invece sono fuori testo, cioè vengono stampate a parte e sono unite al libro in un secondo tempo, vengono chiamate tavole. Esse hanno una numerazione di pagina distinta da quella del testo; vengono impresse su una carta speciale, quasi sempre una carta patinata.

## Valore del libro
Il valore di un libro non è dato dal solo costo di produzione, c’è innanzitutto da considerare che il libro è un’opera dell’ingegno. In quanto bene creativo, il libro riflette un valore identitario di natura sociale e collettiva, segnando una collettività: si può perciò considerare un prodotto simbolico (nel senso etimologico di simbolico: il greco σῠ́μβολον (súmbolon), da cui l'aggettivo συμβολικός (sumbolikós), deriva dal verbo συμβάλλω (sumbállō), letteralmente "mettere insieme, riunire".
- Il valore economico che è dato dal prezzo a cui viene venduto sul mercato e cioè dalla attribuzione di utilità, importanza, valore da parte degli individui o mercati.
- Il valore relazionale è il legame che il libro è in grado di creare tra editore, autore e lettore ma anche tra titoli di una stessa collana.
- Il valore identitario permette al lettore di immedesimarsi e sentirsi parte della storia fino a riconoscersi nell'opera stessa.
- Il valore culturale di cui il libro si fa carico permette che la cultura assuma diversi punti di vista.
- Il valore di status può riguardare sia l’autore che il lettore dell’opera, aver letto o non aver letto un determinato libro può contribuire a creare una certa reputazione.

## Bibliografia

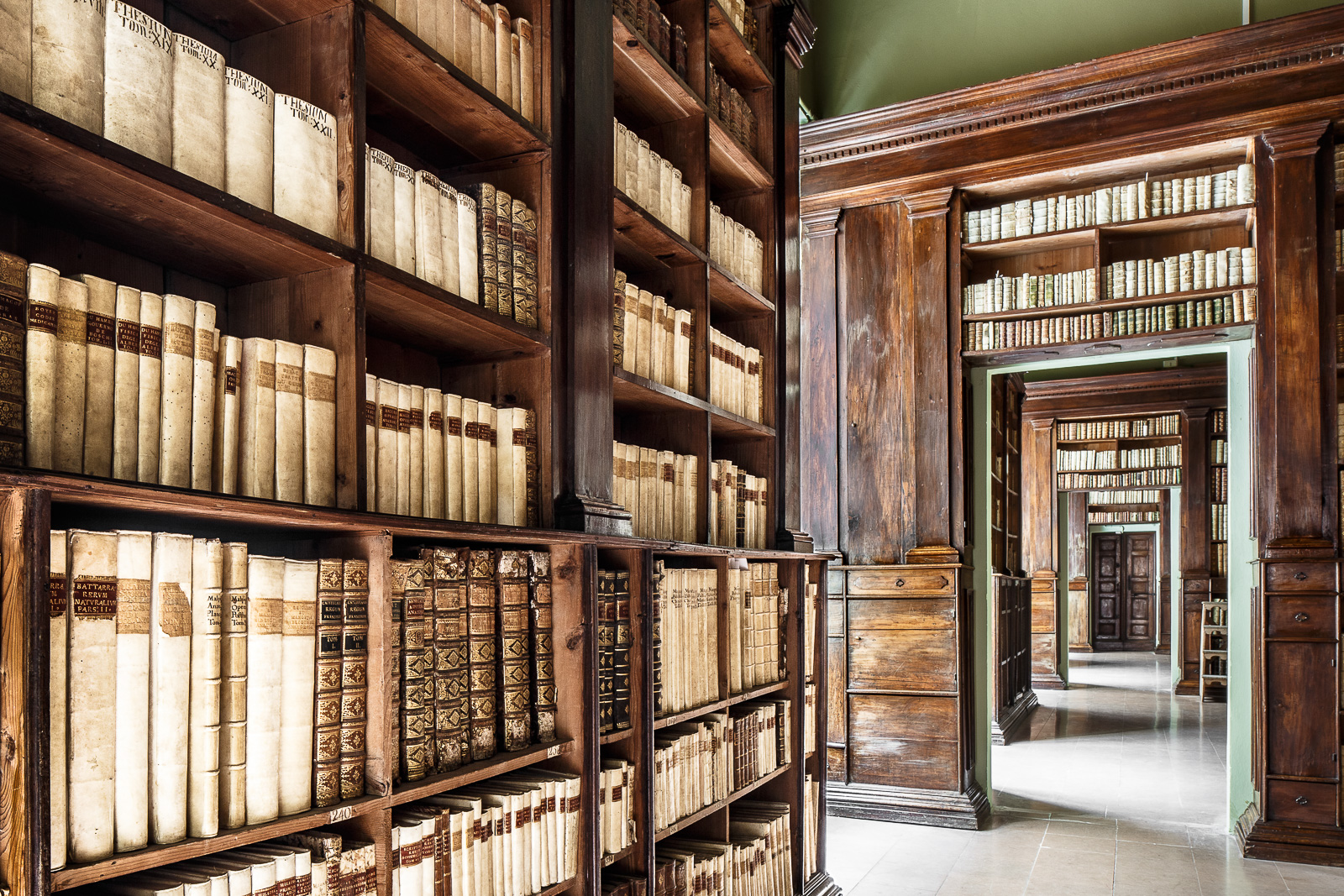
Volumi raccolti nella Biblioteca Gambalunghiana di Rimini